# Stavningsreformen 1906

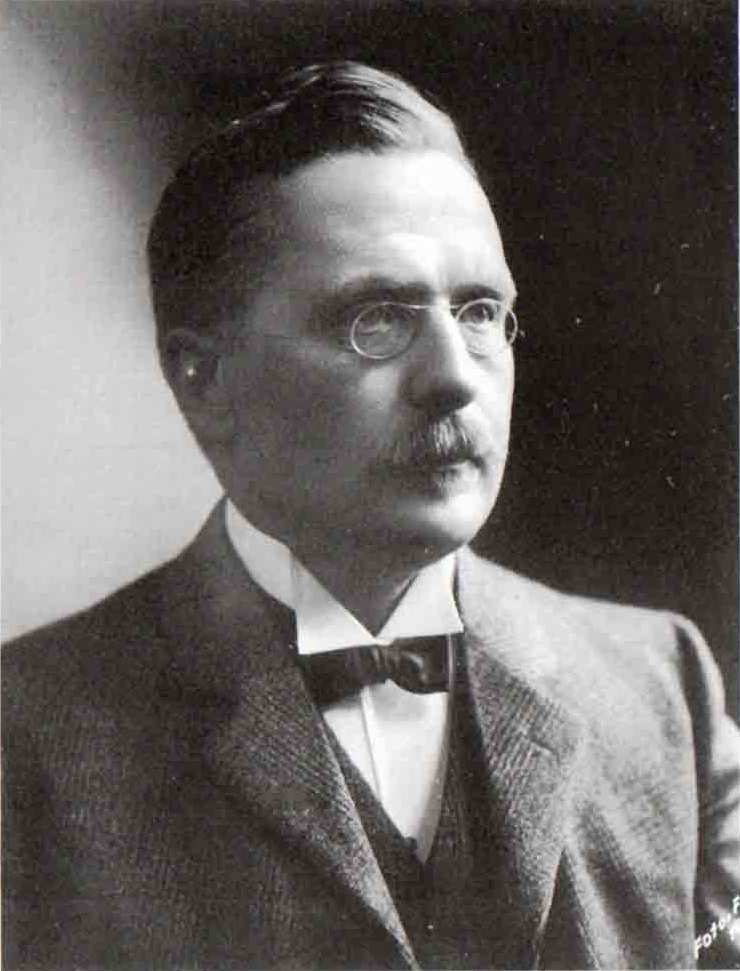
Fridtjuv Berg (1851–1916)

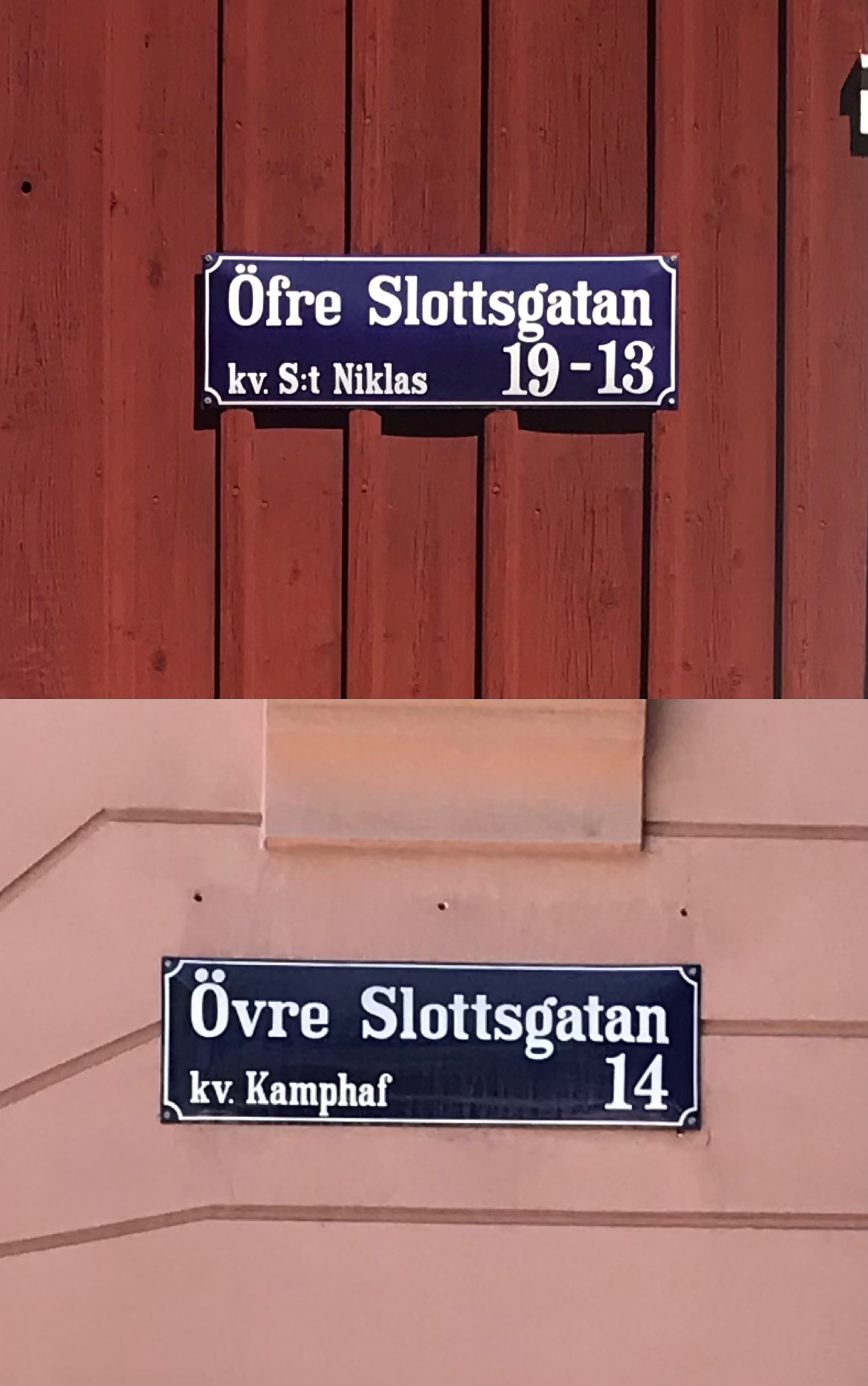
Gatskyltar från Övre Slottsgatan i Uppsala: en med en äldre stavning (”Öfre”) norr om S:t Olofsgatan, och en med en nyare stavning (”Övre”) söder därom.

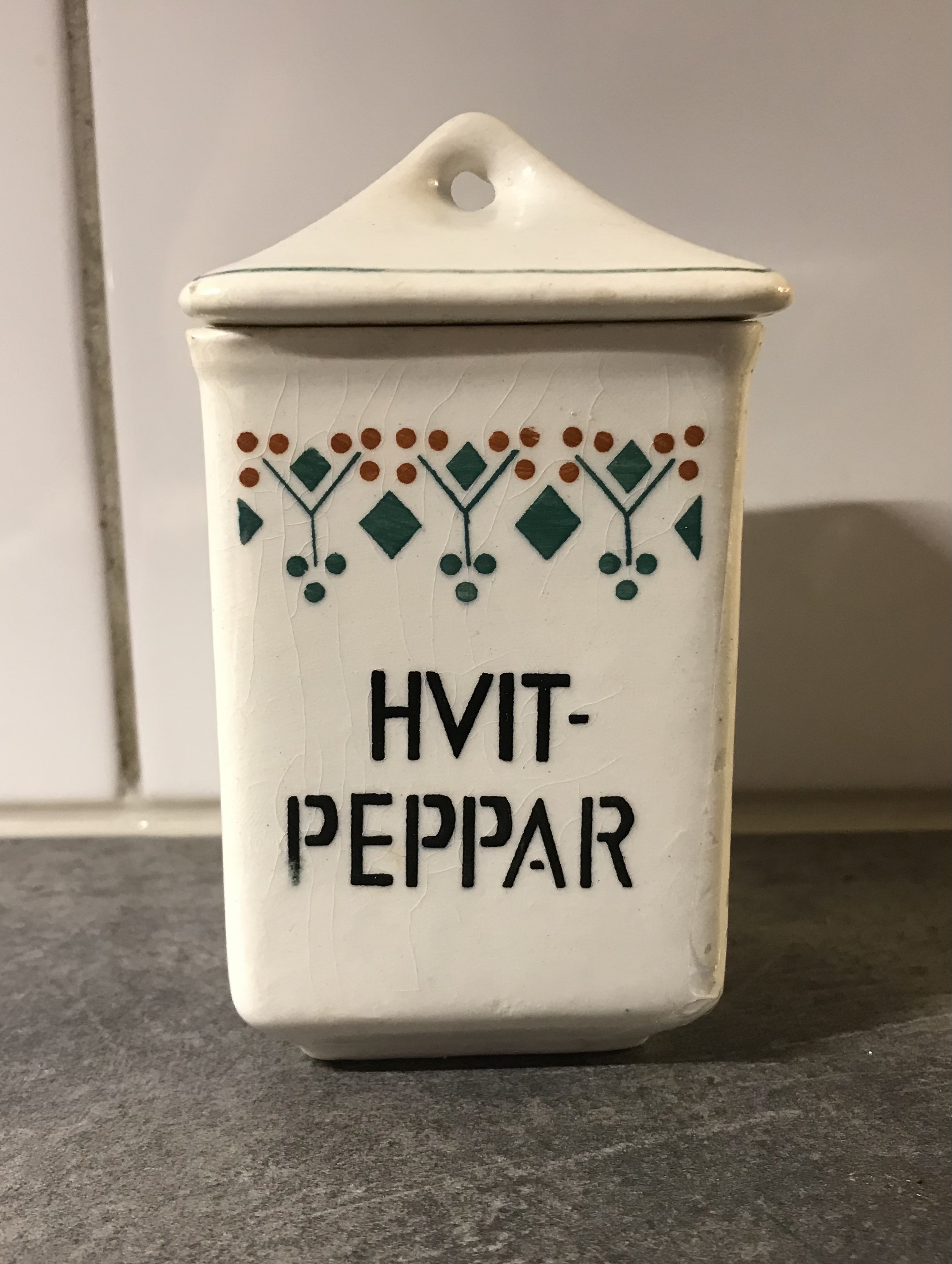
Burk med vitpeppar med gammalstavningen hvit.

Stavningsreformen som genomdrevs 1906 förenklade stavningen av v-ljudet och t-ljudet i svenska språket. Stavningsreformen genomfördes på initiativ av den svenske ecklesiastikministern Fridtjuv Berg i den Staafska ministären efter 1905 års val. Reformen kallades då den genomdrevs för stafningsukasen, och väckte förbittring inom åtskilliga kretsar. Stavningsreformen innebar början till slutet för den äldre standard som i dag kallas gammalstavning.

## Bakgrund

### Ändringarna 1889
Redan med sjätte upplagan av Svenska Akademiens ordlista (SAOL) genomfördes två stavningsreformer. Konsonantkombinationen ⟨kv⟩ stavades före 1889 med ⟨qv⟩ i många ord, till exempel sqvaller (nu skvaller), qväll (nu kväll), beqväm (nu bekväm) och qvist (nu kvist). 
Dessutom ändrades stavningen av ä-ljudet från ⟨e⟩ till ⟨ä⟩ i många ord, till exempel der (nu där), dverg (nu dvärg), elg (nu älg), enka (nu änka) och ega (nu äga).

### Ändringarna 1906
Bakgrunden till stavningsreformen var att Sveriges Allmänna Folkskollärareförening redan 1903 inkommit till Sveriges regering med ett förslag om att det ”ej måtte betraktas som fel” att i skolan utbyta dt som tecken för t-ljud mot t eller tt, samt f, fv och hv som tecken för v-ljud mot v. Förslaget lämnades in i maj 1905 (med anledning av en skrivelse av Fridtjuv Berg, Johan August Lundell och Eugène Schwartz riktad till de tre korporationerna) till Kungl. Maj:t lika lydande petitioner från Svenska lärarsällskapet, Sveriges Allmänna Folkskollärareförening och Föreningen af lärare och lärarinnor vid Sveriges flickskolor och samskolor, att utbyte av dt mot t (tt), av f och fv mot v måtte vara tillåtet.

## Beslut
Efter yttranden av ämneskonferenserna i modersmålet, Läroverksöverstyrelsen och Svenska Akademien utfärdades ett kungligt cirkulär 7 april 1906  om successivt införande i skolorna av t (tt) istället för dt och v istället för f, fv, hv.
Beslutet drogs genom reservationer i konstitutionsutskottet inför 1907 års riksdag. 1908 ingick till Kungl. Maj:t en av 40 000 personer undertecknad petition om revision av 1906 års cirkulär, men ledde inte till något resultat. Inom litteraturen vann det nya stavningssättet långsamt terräng; flertalet tidningar hade länge den äldre stavningen kvar. Vissa författare ville gå längre än så och kunde till exempel skriva j-ljudet konsekvent med j (jup, jälpa).
Stavningsreformen är en del av övergången från yngre nysvenska till nusvenska – efter att den genomfördes har det svenska skriftspråket med ett par undantag varit i stort sett stabilt.

## Jämförelser
Stavningsreformen bidrog till viss del med att fjärma det svenska skriftspråket från de övriga skandinaviska. Att stava v-ljudet med v inne och i slutet av ord var redan infört i danskt och norskt skriftspråk, men på de övriga punkterna kom svenskan att inta en särställning. I både norska och danska använder man fortfarande kombinationerna hv- och -dt (även om den senares användning skiljer sig något från den tidigare svenska). Dessutom stavas flera av orden som tidigare hade hv- med wh- på engelska.
| Före 1906                | Efter 1906            | Danska                     | Engelska                                                   | Övrigt                                                     |
| ------------------------ | --------------------- | -------------------------- | ---------------------------------------------------------- | ---------------------------------------------------------- |
| hvad                     | vad                   | hvad                       | what                                                       |                                                            |
| hvadan                   | vadan                 | (parallell till ”hvordan”) | whence                                                     |                                                            |
| hval (djur)              | val                   | hval                       | whale                                                      | ”val” som i ”valfrihet” stavades även innan utan h         |
| hvalf                    | valv                  | hvælving, hvælv            | vault                                                      |                                                            |
| hvar (om position)       | var                   | hvor                       | where                                                      | preteritum ”var” av ”vara” stavades även innan utan h      |
| (pigg-, slät-) hvar      | (pigg-, slät-) var    | (pig-, slet-) hvar         | —                                                          | var (medicin) stavades även innan utan h                   |
| hvarannan                | varannan              | hver anden                 | every other                                                |                                                            |
| hvarandra                | varandra              | hverandre = hinanden       | eachother                                                  |                                                            |
| hvarför                  | varför                | hvorfor                    | ”wherefore” (ålderdomligt)                                 |                                                            |
| hvarje                   | varje                 | hver, hvert                | every                                                      |                                                            |
| hvarken                  | varken                | hverken                    | neither                                                    |                                                            |
| hvart                    | vart                  | hvorhen                    | "whither" (föråldrad form)                                 |                                                            |
| hvarf (runda)            | varv                  | omgang (som i solhverv)    | circuit                                                    |                                                            |
| hvass (om egg)           | vass                  | hvas                       | sharp                                                      | växten stavades även innan utan h                          |
| hvem                     | vem                   | hvem                       | who, whom                                                  |                                                            |
| hvems                    | vems                  | hvis                       | whose                                                      |                                                            |
| hvener (gräs)            | vener                 | hvene                      |                                                            | ven (blodkärl) stavades även innan utan h                  |
| hvete                    | vete                  | hvede                      | wheat                                                      |                                                            |
| hvi                      | vi                    | parallell till ”hvi”       | why                                                        | gammaldags synonym till ”varför”                           |
| hvil                     | vil                   | hvil                       | besläktat med ”while”                                      |                                                            |
| hvila                    | vila                  | hvile                      | rest                                                       |                                                            |
| hvilken, hvilket, hvilka | vilken, vilket, vilka | hvilken, hvilket, hvilke   | which                                                      |                                                            |
| hvina                    | vina                  | hvine                      | besläktat med ”whine”                                      | drycken stavades även innan utan h                         |
| hvirfvel                 | virvel                | hvirvel                    | ”whirl”, besläktat med ”whorl” (spiral) och ”hurl” (kasta) |                                                            |
| hviska                   | viska                 | hviske                     | whisper                                                    | ”viska” med betydelsen ”borste” stavades även innan utan h |
| hvit                     | vit                   | hvid                       | white                                                      |                                                            |
| hvitling                 | vitling               | hvilling                   | whiting                                                    |                                                            |
| hväsa                    | väsa                  | hvæse                      | wheeze                                                     |                                                            |
| hvässa                   | vässa                 | hvæsse                     | besläktat med ”whet”                                       |                                                            |

Lägg märke till att några få ord som börjar med hv på danska stavades utan h på svenska långt innan reformen genomfördes, till exempel ”valp” och ”värf” (nu ”värv”). Stumt h bibehölls emellertid framför j i ord som ”hjort”, ”hjul” (jämför engelska ”wheel”), ”hjälp”, ”hjälte”, ”hjärna” och ”hjärta”.

## Egennamn
Den gamla stavningen har av dekorativa skäl behållits i många egennamn.  ”Per Löfqvist” uttalas således på samma sätt som ”Pär Lövkvist”, ”Gustaf Lagerlöf” låter likadant som ”Gustav Lagerlöv” och firmanamnet ”Ifö” uttalas på samma sätt som orten Ivö.